# Возляково
Возляково (укр. Возлякове) — село на Украине, основано в 1905 году, находится в Овручском районе Житомирской области.
Код КОАТУУ — 1824288203. Население по переписи 2001 года составляет 22 человека. Почтовый индекс — 11105. Телефонный код — 4148. Занимает площадь 0 км².

## Адрес местного совета
11141, Житомирская область, Овручский р-н, с. Черевки